# Willard Mack
Willard Mack, nato Charles Willard McLaughlin (Morrisburg, 18 settembre 1873 – Brentwood, 18 novembre 1934), è stato uno sceneggiatore, attore, commediografo e regista canadese naturalizzato statunitense.

## Biografia
Nato a Morrisburg, in Ontario, si trasferì da bambino con la famiglia prima a Brooklyn e poi a Cedar Rapids, nell'Iowa, città dove finì gli studi liceali. In seguito, i genitori tornarono in Canada, mentre lui continuò gli studi alla Georgetown University di Washington, dove prese parte agli spettacoli teatrali dell'università. Preso il nome d'arte di Willard Mack, dopo la laurea, per alcuni anni lavorò come attore recitando in un repertorio shakespeariano. Tuttavia, i suoi principali interessi andavano alla scrittura e alle sceneggiature: il suo secondo lavoro, una storia ambientata tra le guardie a cavallo del Wyoming, fu un successo commerciale che, in seguito, fu portato sullo schermo nel 1916 con il film Nanette of the Wilds di cui fu anche interprete a fianco di Pauline Frederick di cui sarebbe diventato marito poco tempo dopo.
Nel corso degli anni Mack ritornò spesso in Canada. Alcuni dei suoi lavori, tra i quali Tiger Rose e The Scarlet Fox, avevano come sfondo l'Alberta. Nel 1914, fece il suo debutto come attore a Broadway in una delle sue commedie. Nei seguenti quattordici anni, scrisse ventidue testi per Broadway, recitando in una decina di questi lavori e producendone quattro. Per qualche tempo, Mack gestì una compagnia di giro con l'attrice Maude Leone. A metà degli anni venti, incontrò un'aspirante attrice di nome Ruby Stevens che faceva parte del corpo di ballo della sua nuova commedia. Mack l'aiutò, ampliandone anche il ruolo, riscrivendo alcune parti del testo e suggerendole di cambiare il nome in quello di Barbara Stanwyck.
Durante la sua permanenza a Broadway, Mack iniziò a scrivere per il cinema e, sebbene abbia interpretato e diretto diverse pellicole, la sua attività era principalmente quella di sceneggiatore. Dopo aver vissuto prima sulla costa Est, in seguito si trasferì a Los Angeles. Alcuni suoi testi teatrali furono adattati per il cinema e, tra il 1916 e il 1953, il suo nome come autore o collaboratore appare in oltre settanta sceneggiature cinematografiche. La sua professione gli diede la ricchezza. Ebbe quattro mogli, tutte legate alla sua professione: la prima, dal 1903 al 1910 fu l'attrice Maude Leone; la seconda, dal 1912 al 1917, l'attrice Marjorie Rambeau; la terza, dal 1917 al 1920, l'attrice Pauline Frederick; la quarta, l'attrice e sceneggiatrice Beatrice Banyard che, sposata nel 1922, fu la sua ultima moglie da cui non divorziò mai anche, se per un certo periodo, i due si separarono. Mack morì il 18 novembre 1934, all'età di 61 anni.
Il suo ultimo film fu Together We Live. La sua uscita venne ritardata e la pellicola fu distribuita nelle sale solo nell'agosto 1935. Il nome del regista venne rimosso da molte pubblicità sui giornali.

## Filmografia

### Sceneggiatore
- The Dragnet, regia di Frank Beal - cortometraggio (1916)
- The Lost Bridegroom, regia di James Kirkwood (1916)
- The Saleslady, regia di Frederick A. Thomson (1916)
- Her Maternal Right, regia di John Ince, Robert Thornby (1916)
- A Gutter Magdalene, regia di George Melford (1916)
- Nanette of the Wilds, regia di Joseph Kaufman
- All Man, regia di Émile Chautard (1916)
- Mixed Blood, regia di Charles Swickard (1916)
- A Child of Mystery, regia di Hobart Henley (1916)
- A Woman Alone, regia di Harry Davenport (1917)
- Kick In, regia di George Fitzmaurice (1917)
- The Grip of Love, regia di Allen J. Holubar - cortometraggio (1917)
- The Highway of Hope, regia di Howard Estabrook (1917)
- Yankee Pluck, regia di George Archainbaud (1917)
- Aladdin's Other Lamp, regia di John H. Collins (1917)
- A Wife's Suspicion, regia di George L. Sargent - cortometraggio (1917)
- Who's Your Neighbor?, regia di S. Rankin Drew (1917)
- The Woman Beneath, regia di Travers Vale (1917)
- The Wasp, regia di Lionel Belmore (1918)
- The Witch Woman, regia di Travers Vale (1918)
- Laughing Bill Hyde, regia di Hobart Henley (1918)
- Cardenia rossa (The Hell Cat), regia di Reginald Barker
- Go West, Young Man, regia di Harry Beaumont
- Shadows, regia di Reginald Barker (1919)
- One Week of Life, regia di Hobart Henley (1919)
- Blind Youth, regia di Edward Sloman e, non accreditato, Alfred E. Green (1920)
- The Valley of Doubt, regia di Burton George (1920)
- The Common Sin
- Heritage, regia di William L. Roubert (1920)
- Kick In, regia di George Fitzmaurice (1922)
- Tiger Rose, regia di Sidney A. Franklin (1923)
- Daring Love, regia di Rowland G. Edwards (1924)
- Welcome Stranger, regia di James Young (1924)
- Little Robinson Crusoe, regia di Edward F. Cline (1924)
- The Rag Man, regia di Edward F. Cline (1925)
- The Monster, regia di Roland West (1925)
- Old Clothes, regia di Edward F. Cline (1925)
- The Dove, regia di Roland West (1927)
- The Noose, regia di John Francis Dillon (1928)
- The Book Worm
- La casa del boia (Hangman's House), regia di John Ford (1928)
- Sharp Tools, regia di Bryan Foy (1928)
- The Voice of the City, regia di Willard Mack (1929)
- Madame X, regia di Lionel Barrymore (1929)|
- Ladro d'amore (His Glorious Night), regia di Lionel Barrymore (1929)
- L'indomabile (Untamed), regia di Jack Conway (1929)
- La romanza dell'amore (It's a Great Life), regia di Sam Wood (1929)
- Rosa tigrata (Tiger Rose), regia di George Fitzmaurice (1929)
- Lord Byron of Broadway, regia di Harry Beaumont, William Nigh
- La borsa e la vita (Caught Short), regia di Charles Reisner (1930)
- Men of the North, regia di Hal Roach (1930)
- Olimpia, regia di Chester M. Franklin, Juan de Homs (1930)
- Billy the Kid, regia di King Vidor (1930)
- Monsieur Le Fox, regia di Roberto E. Guzmán, Hal Roach (1930)
- Istituto di bellezza (Reducing), regia di Charles Reisner (1931)
- Monsieur Le Fox, regia di Hal Roach (1931)
- Luigi La Volpe, regia di Hal Roach (1931)
- Kick In, regia di Richard Wallace (1931)

### Attore
- Wild Man for a Day, regia di Jerold T. Hevener - cortometraggio (1913)
- The Battle of Gettysburg, regia di Charles Giblyn e Thomas H. Ince (1913)
- The Edge of the Abyss, regia di Walter Edwards (1915)
- Aloha Oe, regia di Richard Stanton, Charles Swickard e (non accreditato) Gilbert P. Hamilton (1915)
- The Corner, regia di Walter Edwards (1916)
- The Conqueror, regia di Reginald Barker (1916)
- Nanette of the Wilds, regia di Joseph Kaufman (1916)
- The Woman on the Index, regia di Hobart Henley (1919)
- Your Friend and Mine, regia di Clarence G. Badger (1923)
- The Voice of the City, regia di Willard Mack (1929)
- L'età pericolosa (What Price Innocence?), regia di Willard Mack (1933)
- Sedotta (Disgraced!), regia di Erle C. Kenton (1933)
- Together We Live, regia di Willard Mack (1935)

### Regista
- The Voice of the City (1929)
- L'età pericolosa (What Price Innocence?) (1933)
- Together We Live (1935)